# Katy Sealy
Katy Louise Sealy (Portsmouth, 15 ottobre 1990) è una multiplista britannica naturalizzata beliziana.

## Biografia
Cresciuta nel Suffolk in Inghilterra, gareggia internazionalmente dal 2010 per il Belize, paese d'origine paterna. Ha rappresentato lo stato centroamericano in occasione dei Giochi del Commonwealth del 2010, del 2014 e del 2018 Nel 2016, non essendo riuscita a qualificarsi ai Giochi olimpici di Rio de Janeiro 2016 nell'eptathlon, ha ottenuto la wild card nei 100 metri ostacoli.
Detiene numerosi record nazionali nell'atletica leggera compresi quelli nelle prove multiple.

## Palmarès
| Anno | Manifestazione             | Sede           | Evento         | Risultato | Prestazione | Note                          |
| ---- | -------------------------- | -------------- | -------------- | --------- | ----------- | ----------------------------- |
| 2010 | Giochi CAC                 | Mayagüez       | Eptathlon      | 9ª        | 4120 p.     |                               |
| 2010 | Giochi del Commonwealth    | Nuova Delhi    | Eptathlon      | dnf       | dnf         |                               |
| 2012 | Campionati centroamericani | Managua        | Eptathlon      | Bronzo    | 4201 p.     |                               |
| 2013 | Giochi centramericani      | San José       | Salto in lungo | Oro       | 5,20 m      |                               |
| 2013 | Giochi centramericani      | San José       | Eptathlon      | Argento   | 4398 p.     |                               |
| 2014 | Campionati centroamericani | Tegucigalpa    | Eptathlon      | Oro       | 4535 p.     |                               |
| 2014 | Giochi del Commonwealth    | Glasgow        | Eptathlon      | 9ª        | 4661 p.     |                               |
| 2014 | Giochi CAC                 | Veracruz       | Eptathlon      | 9ª        | 4684 p.     | Miglior prestazione personale |
| 2015 | Campionati centroamericani | Managua        | Getto del peso | Bronzo    | 11,21 m     |                               |
| 2015 | Campionati centroamericani | Managua        | Eptathlon      | Oro       | 4614 p.     |                               |
| 2015 | Campionati NACAC           | San José       | Salto in lungo | 11ª       | 5,07 m      |                               |
| 2016 | Campionati centroamericani | San Salvador   | Eptathlon      | Oro       | 4817 p.     |                               |
| 2016 | Giochi olimpici            | Rio de Janeiro | 100 m hs       | Batteria  | 15"79       |                               |
| 2017 | Campionati centroamericani | Tegucigalpa    | Eptathlon      | Oro       | 4054 p.     |                               |
| 2017 | Giochi centramericani      | Managua        | Eptathlon      | Argento   | 4690 p.     |                               |
| 2018 | Giochi del Commonwealth    | Gold Coast     | Eptathlon      | 11ª       | 4743 p.     |                               |
| 2018 | Campionati centroamericani | Guatemala City | Eptathlon      | Argento   | 4659 p.     |                               |
| 2019 | Campionati centroamericani | Managua        | Salto in alto  | Bronzo    | 1,66 m      |                               |